# 阿努瓦 (维埃纳省)
阿努瓦（法語：Asnois，法語發音：[anwa]）是法国新阿基坦大区维埃纳省的一个市镇，位于该省南部，属于蒙莫里永区。

## 地理
阿努瓦（46°6'44"N, 0°24'46"E）面积16.26 平方千米，位于法国新阿基坦大区维埃纳省，该省份为法国中西部省份，北起曼恩-卢瓦尔省和安德尔-卢瓦尔省，西接德塞夫勒省，南至夏朗德省，东南接上维埃纳省，东临安德尔省。
与阿努瓦接壤的市镇（或旧市镇、城区）包括：普勒维尔、沙鲁、沙坦、热努耶、叙兰。

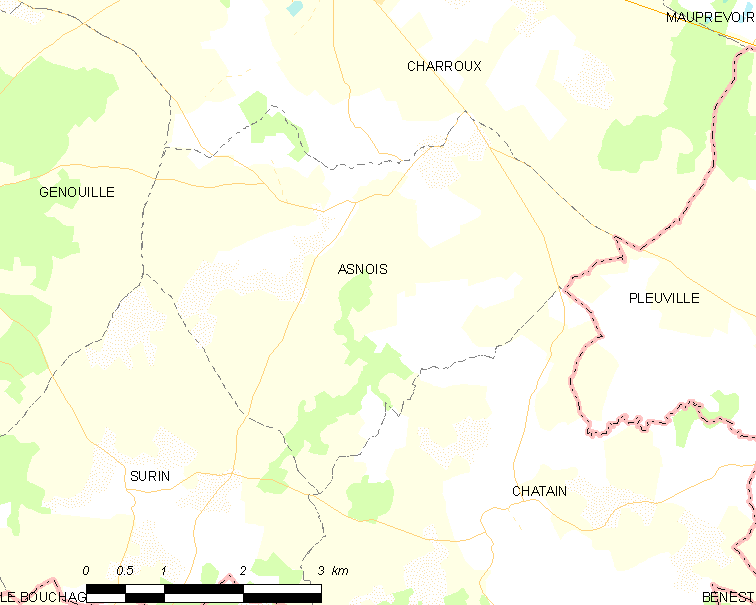
的OSM定位图

阿努瓦的时区为UTC+01:00、UTC+02:00（夏令时）。

## 行政
阿努瓦的邮政编码为86250，INSEE市镇编码为86012。

## 政治
阿努瓦所属的省级选区为锡夫赖县。

## 人口

1962-2008年间人口变化图示

阿努瓦于2022年1月1日时的人口数量为132人。